# Anton Matković
Anton Matković, né le 19 février 2006 à Slavonski Brod en Croatie, est un footballeur croate qui évolue au poste d'avant-centre au NK Osijek.

## Biographie

### En club
Né à Slavonski Brod en Croatie, Anton Matković est formé par le club local du NK Marsonia Slavonski Brod, avant de rejoindre le NK Osijek où il poursuit sa formation. Il joue son premier match en professionnel avec ce club le 8 novembre 2023, face au HNK Hajduk Split lors d'une rencontre de première division croate. Il entre en jeu à la place de Vedran Jugović (en) et son équipe est battue par un but à zéro ce jour-là.
En décembre 2023, Anton Matković signe son premier contrat professionnel, le liant au club jusqu'en juin 2026.

### En sélection
Avec l'équipe de Croatie des moins de 17 ans, Anton Matković est retenu pour participer au Championnat d'Europe des moins de 17 ans en 2023. Lors de ce tournoi organisé en Hongrie il joue trois matchs, tous en tant que titulaire, mais ne se montre pas décisif. Son équipe est éliminée dès la phase de groupe avec un bilan de deux défaites et un match nul en trois matchs.
Anton Matković joue son premier match avec l'équipe de Croatie espoirs le 5 septembre 2024 contre les îles Féroé. Il entre en jeu à la place de Marin Ljubičić lors de cette rencontre remportée par son équipe sur le score de deux buts à un.